# Макферсон, Тара
Та́ра Макфе́рсон (англ. Tara McPherson; род. 4 июля 1976 года, Сан-Франциско, Калифорния, США) — американскaя художница, иллюстратор и комиксистка, работающая в стиле поп-сюрреализм. В работах Макферсон передаётся её детство и жизненный опыт. Центральная часть её творчества — люди и их отношения между собой.

## Биография
Макферсон обучалась в Общественном колледже Санта-Моники, получила степень бакалавра изобразительных искусств в августе 2001 года, в калифорнийском Арт-центре в Пасадине. Во время учёбы в колледже, Тара стажировалась в Rough Draft Studios.
В 2008 году журнал Elle назвал Тару Макферсон «принцессой плакатного искусства» (англ. the crown princess of poster art). В 2011 году открыла бутик Cotton Candy Machine в Нью-Йорке.